# Elroy Pappot
Elroy Pappot (Blaricum, 20 april 1993) is een voormalig Nederlands voetballer die als (aanvallende) middenvelder en centrumspits voor FC Utrecht, Fortuna Sittard en SDO Bussum speelde.

## Clubcarrière
Pappot speelde in de jeugd bij SDO Bussum, waarna hij naar de jeugdopleiding van FC Utrecht vertrok. Daar maakte hij op 24 februari 2013 in de gewonnen thuiswedstrijd tegen Roda JC Kerkrade (4–0) zijn debuut voor het eerste elftal. Na 85 minuten kwam hij als aanvallende middenvelder in het veld voor Édouard Duplan. Op 28 april 2013 maakte Pappot als basisspeler en centrumspits zijn eerste en enige treffer voor de Utrechtse club. Mede door het doelpunt van Pappot wist FC Utrecht de uitwedstrijd tegen PEC Zwolle met 1–2 te winnen.
Gedurende het seizoen 2014/15 werd Pappot verhuurd aan Fortuna Sittard. Daar speelde hij zijn wedstrijden als (aanvallende) middenvelder. Na zijn uitleenperiode aan Fortuna Sittard vertrok Pappot transfervrij naar zijn jeugdclub SDO Bussum, waar hij tot aan de zomer van 2018 actief was als voetballer.

## Clubstatistieken
| Seizoen                    | Club              | Competitie      | Competitie | Competitie | Beker | Beker | Europees | Europees | Overig | Overig | Totaal | Totaal |
| Seizoen                    | Club              | Competitie      | Wed.       | Dlp.       | Wed.  | Dlp.  | Wed.     | Dlp.     | Wed.   | Dlp.   | Wed.   | Dlp.   |
| -------------------------- | ----------------- | --------------- | ---------- | ---------- | ----- | ----- | -------- | -------- | ------ | ------ | ------ | ------ |
| 2012/13                    | FC Utrecht        | Eredivisie      | 2          | 1          | 0     | 0     | –        | –        | 0      | 0      | 2      | 1      |
| 2013/14                    | FC Utrecht        | Eredivisie      | 4          | 0          | 1     | 0     | –        | –        | 0      | 0      | 5      | 0      |
| Clubtotaal                 | Clubtotaal        | Clubtotaal      | 6          | 1          | 1     | 0     | –        | –        | 0      | 0      | 7      | 1      |
| 2014/15                    | → Fortuna Sittard | Eerste divisie  | 12         | 0          | 1     | 0     | –        | –        | 0      | 0      | 13     | 0      |
| Clubtotaal                 | Clubtotaal        | Clubtotaal      | 12         | 0          | 1     | 0     | –        | –        | 0      | 0      | 13     | 0      |
| 2015/16                    | SDO Bussum        | Vierde divisie  | ?          | ?          | ?     | ?     | –        | –        | ?      | ?      | ?      | ?      |
| 2016/17                    | SDO Bussum        | Vierde divisie  | ?          | ?          | ?     | ?     | –        | –        | ?      | ?      | ?      | ?      |
| 2017/18                    | SDO Bussum        | Vierde divisie  | ?          | ?          | ?     | ?     | –        | –        | ?      | ?      | ?      | ?      |
| Clubtotaal                 | Clubtotaal        | Clubtotaal      | ?          | ?          | ?     | ?     | –        | –        | ?      | ?      | ?      | ?      |
| Carrière totaal            | Carrière totaal   | Carrière totaal | 18         | 0          | 2     | 0     | –        | –        | 0      | 0      | 20     | 1      |
| Bijgewerkt op 7 maart 2023 |                   |                 |            |            |       |       |          |          |        |        |        |        |

## Interlandcarrière
Pappot speelde één interland voor Nederland onder 18. In maart 2011 speelde hij als basisspeler een gehele vriendschappelijke wedstrijd mee als middenvelder tegen Polen onder 18 (3–0 verlies).